# Schusswaffenangriff in Cetinje 2025
Am 1. Januar 2025 ereignete sich ein Schusswaffenangriff in Cetinje im Süden Montenegros. Ein bewaffneter Angreifer tötete in der Kleinstadt Cetinje mindestens zwölf Menschen und verletzte vier weitere. Anschließend tötete er sich selbst. Unter den Opfern befanden sich zwei Kinder.

## Verlauf
Der 45-jährige mutmaßliche Täter geriet ersten Berichten zufolge in einem Restaurant in Streit mit anderen Personen. Nach der Auseinandersetzung verließ er das Lokal, ging nach Hause, kehrte mit einer Schusswaffe zurück und erschoss mehrere Menschen, darunter den Restaurantbesitzer und dessen zwei Kinder. Anschließend schoss er auf seiner Flucht auf zwei weitere Personen. Die Polizei fahndete nach dem flüchtigen Täter und entsandte Spezialkräfte in die Region. Nachdem der Täter von der Polizei umstellt worden war, beging er Suizid durch einen Kopfschuss.

## Hintergrund
Innenminister Danilo Šaranović gab bekannt, dass der Täter in der Vergangenheit wegen illegalen Waffenbesitzes und häuslicher Gewalt auffällig geworden war. Die Polizei geht davon aus, dass es sich um eine Affekttat handelte und keine Verbindung zur organisierten Kriminalität besteht.
Gemessen an der Anzahl der Todesopfer war es der bis dahin folgenschwerste Schusswaffenangriff in der Geschichte des Landes. Bereits 2022 hatte ein Mann in Cetinje zehn Menschen, darunter zwei Kinder, getötet, bevor er selbst getötet wurde.  

## Reaktionen
Ministerpräsident Milojko Spajić besuchte die Verletzten in einem Krankenhaus in Podgorica und erklärte eine dreitägige Staatstrauer. Spajić kündigte an, die Auflagen für Schusswaffenbesitz zu verschärfen. Präsident Jakov Milatović äußerte seine Betroffenheit über die Tragödie.